# DVB-C

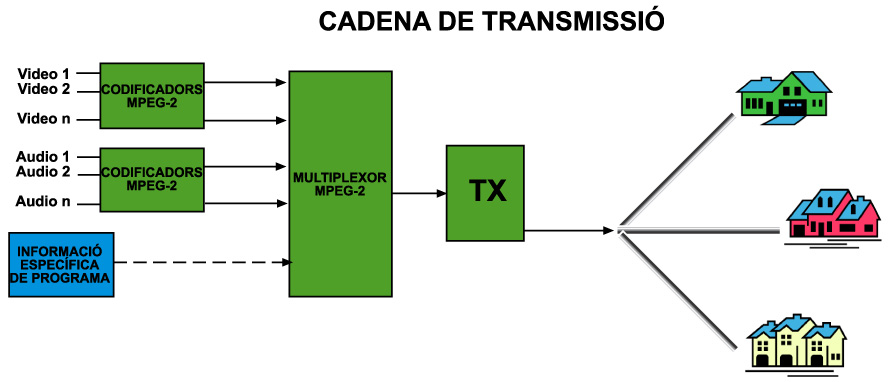
Transmissió de senyals per DVB-C

DVB-C són les sigles de Digital Vídeo Broadcasting - Cable basat en l'estàndard europeu ETS 300 429 elaborat sota la supervisió de la Unió Europea de Radiodifusió (EBU) i l'Institut Europeu d'Estandardització de Telecomunicacions (ETSI). DVB-C forma part de l'estàndard DVB, que defineix la modulació de les trames MPEG depenent del tipus de difusió utilitzada (satèl·lit, cable o terrestre). Un dels principals inconvenients és el fet que la seva cobertura es veu limitada a les xarxes que ja han estat desplegades perquè la seva implantació és complicada i implica un cost econòmic alt. Tot i això ofereix una emissió lliure d'interferències i retards.

## Característiques generals
DVB-C és l'estàndard europeu per la transmissió de vídeo digital a través de cable, el qual utilitza els formats MPEG-2 o MPEG-4 (principalment el primer).
Per tal de transmetre aquestes dades DVB-C utilitza una constel·lació QAM (ja sigui de 16, 32, 64, 128 o 256 bits) amb codificació de canal.
El fet d'utilitzar cable com a medi de transmissió fa el senyal de DVB-C robust davant interferències i/o retards, al mateix temps que evita la necessitat d'un canal de retorn addicional per altres serveis, com MHP, ja que el mateix cable ofereix aquesta possibilitat.

## Diagrama de blocs

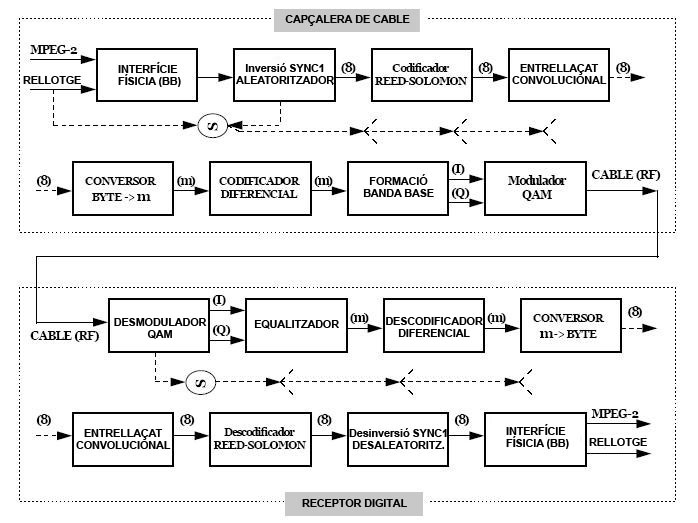
Diagrama de blocs DVB-C

Al primer bloc del procés de transmissió trobem la interfície física la qual rep el senyal codificat en MPEG-2 i un senyal de sincronisme (clock) que ens permetrà coordinar correctament tots els elements de la cadena de transmissió.
La sortida de la interfície ens porta al bloc d'aleatorització. En aquest bloc es duu a terme un procés que té la finalitat de conformar l'espectre i fer que aquest es distribueixi uniformement, així l'espectre no es concentrarà en pics espectrals periòdics (accentuaria les interferències entre símbols). El tipus d'aleatorització que s'utilitza és el set-reset.
Seguidament es passa a codificar els símbols segons la codificació Reed-Solomon per facilitar la detecció d'errors a la cadena de recepció. 	Aquest codi és capaç de detectar fins a 8 símbols erronis.
Una vegada es tenen els paquets codificats passen pel bloc d'entrellaçat, que serà convolucional. Així se segmenten els paquets i es reparteixen les ràfegues prolongades d'errors, facilitant així la posterior detecció i correcció en recepció. Aquest ha de ser de profunditat 12, és a dir, el nombre de desplaçaments de M estats del codificador més 1. Gràcies a aquest entrellaçat juntament amb la codificació aplicada, es poden arribar a detectar 96 símbols erronis.
Quan es té el senyal banda base ja està condicionat per la seva transmissió, entra al bloc de conversió de Byte a símbol. El nombre de bits que tindrà cada símbol dependrà del nombre de símbols de la constel·lació.
Seguidament es realitza la codificació diferencial als dos bits de més pes, per aconseguir una constel·lació QAM invariant en rotacions de π/2. Degut a aquesta codificació, els símbols del primer quadrant de la constel·lació.
Com es veu en el diagrama de blocs abans de la modulació QAM es realitza un procés banda base amb un filtrat que té la finalitat de reduir la interferència entre símbols. Aquest filtrat es realitza al senyal en fase (I) i en quadratura (Q) amb un factor d'arrodoniment (roll-off) de 0.15.
Finalment una vegada es té el senyal filtrat es modula en QAM i s'envia pel cable.
En el receptor es realitzen els processos de manera inversa per així obtenir el senyal MPEG-2 enviat.

## Actualitat
Actualment l'estàndard DVB-C no està gaire explotat a causa del gran cost econòmic de la instal·lació de la seva infraestructura, a més de la seva demostrada ineficiencia amb alguns dels nous models de televisió.
El 2007 va començar un estudi que finalment definiria la necessitat d'una nova generació de transmissió a través de cable, a causa de la creixent demanda comercial deguda a noves necessitats per part dels usuaris, com la televisió en alta definició o serveis de vídeo a la carta.
Els resultats d'aquest estudi van portar a l'anunci oficial de la creació del nou i definitiu estàndard de transmissió de vídeo a través de cable, el DVB-C2, al febrer del 2008, el qual millorarà les prestacions del seu antecessor.